# Simien-Berge

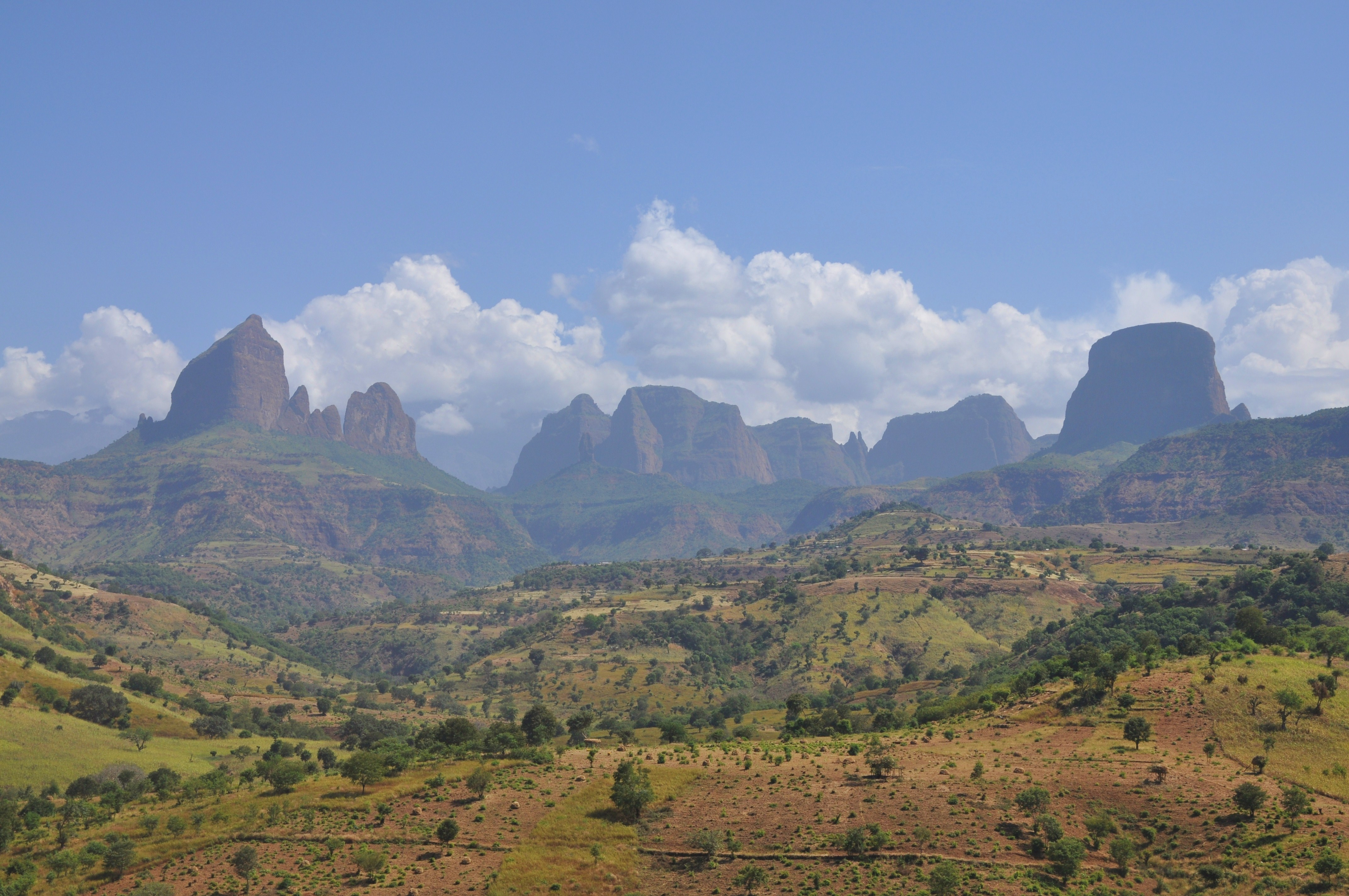
Am Fuße der Simien-Berge in Nord-Äthiopien.

Die Simien-Berge sind ein Hochgebirge im Norden Äthiopiens, nordöstlich von Gondar in der Amhara-Region. Sie bilden einen Teil des äthiopischen Hochlandes und umfassen den Simien-Mountains-Nationalpark (UNESCO-Weltnaturerbe seit 1978, Biosphärenreservat seit 2017). Der höchste Gipfel ist der Ras Daschän (4550 m), zudem ragen Kidis Yared (4453 m) und Mount Biuat (4437 m) heraus. Die Landschaft ist geprägt von steilen Plateaus, tief eingeschnittenen Tälern und markanten Felswänden. Durch ihre Höhe fällt hier als eine der wenigen Regionen in Afrika regelmäßig Schnee.
Die Simien-Berge sind die Überreste eines mächtigen Schildvulkans, der im Oligozän (vor 40–25 Millionen Jahren) durch ausgedehnten Flutbasaltvulkanismus entstand und mit der Entwicklung des Ostafrikanischen Grabens in Zusammenhang steht. Später folgte eine Hebung der Region durch den sogenannten Afar-Dom.
Die Berge sind Lebensraum bedrohter Tierarten wie dem endemischen Äthiopischen Steinbock, dem Äthiopischen Wolf und dem Dschelada-Pavian sowie weiteren seltenen Arten.
Die Bevölkerung betreibt seit Jahrhunderten terrassenartige Landwirtschaft. 1710 wurde die Gegend erstmals in der Literatur als schneebedeckt erwähnt. Die Berge sind auch mit lebendigen lokalen Traditionen und Folklore (z. B. um die Genwarar-Bäume) verbunden. Die Simien-Berge sind heute ein populäres Ziel für Trekking und Naturerlebnis.